# 馬哈菲冰川
72°18′S 96°26′W / 72.300°S 96.433°W
馬哈菲冰川（英語：Mahaffey Glacier），是南極洲的冰川，位於埃爾斯沃思地的瑟斯頓島東部，最終注入摩根灣，由美國南極名稱諮詢委員會命名，現時由南極條約體系管理。